# Phylloscopus coronatus
El mosquitero coronado (Phylloscopus coronatus) es una especie de ave paseriforme de la familia Phylloscopidae propia del este de Asia. 

## Distribución
El mosquitero coronado es un pájaro migratorio que cría en Asia oriental, en el extremo sudoriental de Rusia, noreste de China, Corea y Japón, además de las montañas del interior de China. En invierno se desplaza al sur, al sudeste asiático, llegando hasta Sumatra y Java.